# 社会
社会（しゃかい、旧字体：社󠄁會、英: Society）は、ある共通項によってくくられ、他から区別される人々の集まり。また、仲間意識をもって、みずからを他と区別する人々の集まり。社会の範囲は非常に幅広く、単一の組織や結社などの部分社会から国民を包括する全体社会まで様々である。社会は広範かつ複雑な現象であるが、継続的な意思疎通と相互行為が行われ、かつそれらがある程度の度合いで秩序化（この現象を社会統制と呼ぶ）、組織化された、ある一定の人間の集合があれば、それは社会であると考えることができる。社会を構成する人口の規模に注目した場合には国際社会や国民国家を想定する全体社会や都市や組織などの部分社会に区分できる。さらに意思疎通や相互作用、秩序性や限定性という社会の条件に欠落があれば全てを満たす社会と区別して準社会と呼ぶことができる。
社会は人口集団・都市形態・経済発展・政治体制・宗教などによって多様性を観察することが可能であり、時代や地域によってさまざまな社会の形態を見ることができる。

## 「社会」という訳語ができるまで
19世紀半ばまでの日本語には「社会」という概念はなく、「世間」や「浮き世」などの概念しかなかった。「社会」とは中国の古語で農耕地の守護神中心の会合を意味し（この用法は1147年（紹興17年）に成立した孟元老の『東京夢華録』に見られる）、北宋時代の著作をまとめた近思録に「郷民為社会（郷民社会を為す）」とあり、それを英語のsocietyの日本語訳に当てた。青地林宗が1826年（文政9年）に訳した『輿地誌略』に「社会」ということばが、教団・会派の意味で使用されている。古賀増の1855年（安政2年） - 1866年（慶応2年）の『度日閑言』にも「社会」ということばが使用された。明治時代になると西周が1874年（明治7年）に『明六雑誌』第2号の「非学者職分論」で「社会」という言葉を使い、森有禮も自身の論文「Education in Japan」の和訳（一部が『日本教育策』や『日本教育論』として知られるこの訳がはじめて世に出たのは1928年で、当時の人びとには知られておらず、おそらく訳語の普及に貢献していない）と1875年（明治8年）の『明六雑誌』第30号の論説で使った。また、福地源一郎の1875年（明治8年）1月14日付『東京日日新聞』の社説にも「社会」という用語が使われ、こちらは「ソサイチー」のルビが振られている。

## 歴史
社会の起源は人間の本性に求めることができる。動物には、アリやハチ・イヌ・サルのように群を作り集団行動を好む社会性を持つ動物と、ネコのように単独行動を好む動物がある。人間は古来より他の多くの動物と同様に群という小さな社会を形成し、食料を得るため、外敵から身を守るため、その他生存するための必要を満たすための社会であったと推定される。現在でも基礎集団である部族や家族は存在しており、村落や都市の構成要素となっている。また言語・宗教・文化などを共有する人口規模が小さな社会では意思疎通が密接であり、自然発生的なコミュニティが成立する。ロバート・モリソン・マッキーバーはこれを共同関心の複合体とし、一定の地域で共同生活するものと定義している。
しかし原始的で素朴な社会は近代において都市化を始めることとなる。都市化とは人口の増大と流動化・経済の工業化などにより、異質な人口が特定の箇所に集中することによって生じるものである。この都市化は言い換えれば社会の近代化でもあった。都市に居住する住民はスラムや公害などの都市問題に直面することとなり、政府は社会状況を改善するための政策に乗り出し始める。また都市では非常に大規模な人口集団が居住しているために従来の社会の性質とは異なる都市社会が成立した。
偏差値競争の高まった高度経済成長期から今日まで出身や学歴の高さに応じ賃金や処遇・昇進等の優劣が決まる状況を学歴社会などと表されたり、いわゆる肩書きが極度に社会生活における成否を左右する状況を肩書き社会といわれたりする。近年では、65歳以上の人口が若年層よりも上回る高齢化社会、またそれが加速した状況を高齢社会・超高齢社会というのをはじめ、多様な危機を抱えている社会をマルチハザード社会、ITなど情報通信技術を基本に社会が動く状況を情報化社会と称することがある。

## 社会化
社会化とは個人が他人との相互的な関与によって、所属する社会の価値や規範を内面化するようにパーソナリティを形成する過程である。社会化はどのような社会集団にその個人が所属しているかによってその内容は異なる。社会化は教育と密接な関係がある。児童が基礎教育において行うものだけでなく、大人であっても所属集団において一般的に行われている。

### 自我
社会の根本的な要素である人間の本性については心理学・精神分析学・社会哲学などにおいてさまざまな議論が行われている。人間の社会的な自我については深層心理学のフロイトが意識・前意識・無意識に構造化し、その中において無意識にあるイド、イドから発生する自我、自我を監視する超自我があるとした。そして自我はパーソナリティを構築し、人間に一貫性を持った価値観や態度を一定の行動パターンとして外部に示す。自我の発生についてはジョージ・ハーバート・ミードは自我が社会の相互作用において発生すると論じており、自我を手に入れるためには他者の態度を採用し、それに反作用できる役割を取得することが必要であると述べる。例えば児童はごっこ遊びでは他者の役割を模倣することによって他者の態度を知り、ゲームの中で集団で共有する目標に対して自己の役割を取得することで社会的な自我を成長させている。

### 役割
社会は構成員相互の協力によって営まれている。円滑に社会を営むために人間にはそれぞれ役割が与えられなければならない。各々がそれぞれの役割を果たすことによって、社会がその機能を果たすことが可能となる。たとえ、自給自足の生活を実践している人であっても生活の場の安全は、社会の理解によって保護されていると考えることができる。
そして、役割を果たし生活するために人間は社会に対し様々な形態で参加する。則ち、生活に密接した労働・生産・再生・消費・利用・処分・廃棄の行為であり、労働者・生産者・消費者・利用者等と行為に基づいて呼ばれる。社会の営みは、人間の様々な行為によって産業を興し、文化を育み、子供を教育し、交通手段を発達させ、医療を充実させて長い歴史を積み重ねてきた。時に利害の衝突等から戦争となり、戦争に備えて軍事を発達させ、戦争の深い悲しみは平和を希求させた。また、経済の発達は社会を不安定化させていた貧困や失業を解消する可能性を生み出したが、同時に環境を破壊し、次世代にまで引き継がざるを得ない環境問題を産みだし負の遺産となっている。

## 社会行為
社会行為 (Social action) とは対象が他者である人間の行為を言い、日常的な会話から政治的な圧力まであらゆる行為がこれに含まれる。ただし自給自足の生活・個人的な信仰などは行為の対象が他者でないためにこれに含まれない。
行為の根本的な理由は欲求であるが、人間の欲求は単一の原理ではない。心理学者のアブラハム・マズローの自己実現理論によれば段階的に発展するものであり、生理的欲求・安全の欲求・親和欲求・自尊欲求・自己実現欲求と発展していくものとした。しかし欲求が直接的に社会行為を行わせるのではなく、社会化によって内面化している規範、行為のために利用できる資源などがその行為を行うべきかどうかの判断に影響する。このように社会行為は欲求・規範・資源から総合的に目的が判断されるが、この意思決定も行為の目的に付随する効果から導かれる場合と行為そのものに付随している目的から導かれる場合がある。前者は自己充足的行為、後者は手段的行為として区別され、例えば本を読むとしてもそれが自分の純粋な知的好奇心を満たすためである限りは自己充足的行為であるが、試験対策などのためであれば手段的行為である。
行為の分類についてマックス・ヴェーバーはその性格から四つに類型化する。まず非合理的行為としてまとめられるものにそれまでの習慣に基づいて行われる伝統的行為、そして感情の起伏に基づいた感情的行為が挙げられる。次に合理的行為としてまとめられる価値観に基づいた価値合理的行為と価値観に基づきながらも設定した目的を達成するために計画的に実行する目的合理的行為がある。また社会心理学では社会行動を社会の構成員が相互に他者と合力・助力や分業を行う協力、相互に他者と競争や攻撃を行う対立、社会生活そのものから離脱する逃避と区分する。

## 社会構造
現代社会では構成員の利害を調整することにより秩序を維持して生活を円滑に行えるように様々な制度が定められている。人間の権利行為には、一般に政治が生み出す法に基づいて様々な制限が加えられている。社会秩序を乱す者は集団内で罰せられ更生させられるが、更生不可能な場合は永久に排除される（会社であれば懲戒解雇，国家であれば死刑など）。近年、社会で認知された人間が生まれながらに持つとされる自由な人権に対し、社会的にどこまで制限を加えることが可能か常に議論の対象となっており、制度に基づく義務は、大きな負担となってきている。
人間の自発的な行為には常に責任が伴うとされているが、法律に罰則がなければ社会的に罰することは困難である。その一方で、我々が共存している地球の許容にも限界があり、現代社会が抱える全ての社会問題には私達自身に解決する責務があると考えられている。人口爆発により地球の資源が不足する可能性が高まっているため、宇宙進出の試みも続けられている。

## 社会の領域
社会は広範かつ多様な領域を持っているために複雑な体系となっている。例えば政治や経済は社会の領域に所属するものであるが、政治や経済には社会を超えた原理が存在しており、社会システムの中で複雑な機能を果たしている。

### 政治
政治は公共的な意思決定や利害の調整などを行い、社会に秩序や動員をもたらす機能の一つである。
理論的な仮定として考えると、原始的社会においては秩序はなく「万人の万人に対する闘争」が存在した。これを終結させるためには個々の人々が勝手に判断して行動することを規制して利害を調整することが必要であり、これを達成するための機能が政治である。政治権力の元に社会秩序が徐々に形成され、しかもその政治構造に正当性がもたらされると社会は無政府状態から安定化した状態へと移行する。近代の政治哲学の議論では、秩序の形成においては初めは王や権力が支配する形で、原始国家が作られた。その後、共和制や民主制の国家や社会が作られた。実際には、いかなる原始的な社会にも、様々な社会秩序や協力行動・規則（ルール）・礼儀（マナー)・慣習（カスタム）、公式あるいは非公式な法律や制度などが存在している。

### 経済
経済は社会の中で希少性や効用性を持つ価値を配分する機能の一つである。人間には生産力があり、労働を通じて自然に作用することができる。生産によって得られる資源を消費することで人間は生活している。かつてはこの一連の活動も社会交換によって社会の中で行われていたが、物々交換、貨幣を介した取引が行われるようになって市場が形成された。この市場は社会行為の相互作用でありながらも異なる経済の原理で作動するようになる。従って市場には社会全体に対して自動的に価値を配分する機能をあるていど持っていると考えられている。